# Tomàs de Vio
Tomàs de Vio O.P. (20 de febrer de 1469, Gaeta - † 10 d'agost de 1534, Roma) també conegut com a Cardenal Gaietà o Gaetano (en italià), fou un cardenal, Mestre General de l'Orde de Predicadors i diplomàtic de la Santa Seu.

## Biografia
El 1484 entrà amb els dominics al monestir de Gaeta, on prengué el nom de Tomàs, i prosseguí els estudis de teologia i filosofia a Nàpols, Bolonya i Pàdua.
Fou professor de teologia a les universitats de París i de Roma, i en aquest camp va adquirir una notable fama després d'un debat públic amb Pico della Mirandola a Ferrara el 1494.
Des del 1508 fins al 1518 fou Mestre General de l'Orde i conseller dels papes, demostrà un gran zel en defensar els drets papals contra el Concili de Pisa, en una sèrie de publicacions que foren prohibides per La Sorbona i cremades per ordre del rei Lluís XII de França.
El 1517 el papa Lleó X l'elevà al càrrec de cardenal i el nomenà arquebisbe de Palerm. El 1518 fou fet arquebisbe de Gaeta. Aquell any fou enviat a Alemanya com a legat pontifici per participar en la Dieta de Frankfurt, on buscà frenar la naixent Reforma Protestant de Martí Luter.
El 1519 tornà a Roma sense haver convençut Luter d'abandonar els seus propòsits de cisma, i ajudà el papa a redactar la butlla Exsurge Domine dirigida a contrarestar el creixement de la reforma luterana.
Del 1523 al 1524 organitzà la resistència contra els turcs a Alemanya, Polònia i Hongria. El 1527 fou fet presoner durant el Saqueig de Roma pels lansquenets, enviats a Itàlia per Carles V per castigar Climent VII per la traïció a la seva paraula. Tot i així fou alliberat.
El 1534 pronuncià la sentència definitiva sobre la validesa del matrimoni d'Enric VIII d'Anglaterra i Caterina d'Aragó, i aquell mateix any va morir.

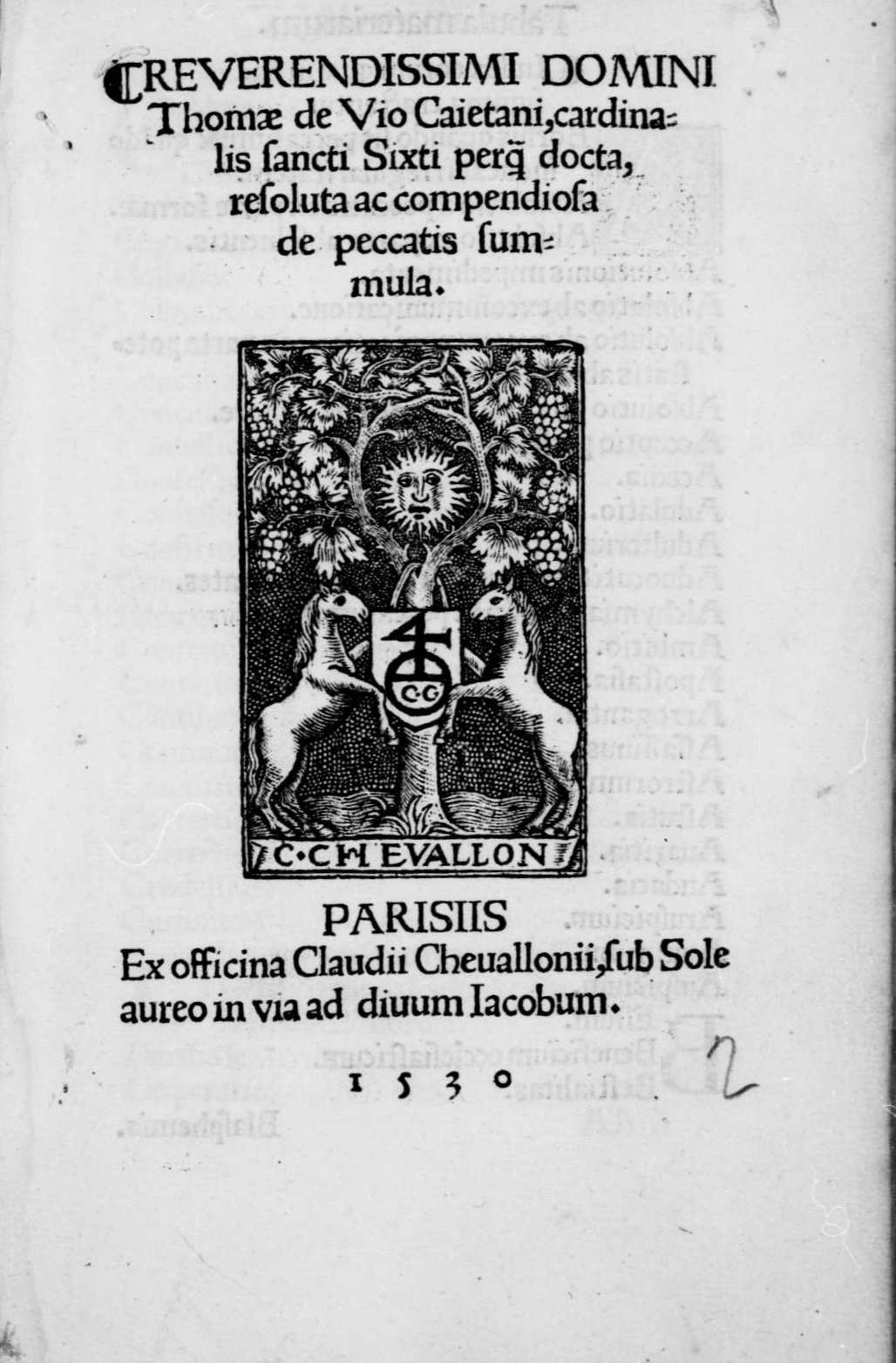
Summula Caietani, 1530
Opuscula omnia, 1596